# Біллі Гарделл
Вільям (Біллі) Гарделл (англ. William «Billy» Gardell; нар. 20 серпня 1969) — американський стендап-комік і актор. Працює в комедійній індустрії з 1989 року, проте в кіно і на телебаченні з'явився набагато пізніше. Найбільш відомий за роллю Майка Біґса в ситкомі «Майк і Моллі».

## Життєпис
Біллі Гарделл народився в містечку Свіссвейл у штаті Пенсільванія, неподалік Піттсбурга. Після розлучення батьків переїхав із матір'ю, сестрою та братом до Флориди, де в середині 1980-х років відвідував середню школу «Вінтер Парк» (англ. Winter Park High School) в окрузі Орандж.

## Особисте життя
З 2001 року Гарделл одружений із Петті Найт (англ. Patty Knight). У пари є один син, Вільям молодший.
У Гарделла алергія на собак.

## Основна фільмографія
- 2001—2006 — Так, люба (Yes, Dear)
- 2002 — Янгол помсти
- 2003 — Поганий Санта
- 2007—2009 — Мене звати Ерл
- 2010—2016 — Майк і Моллі
- 2011 — Льодовиковий період: Різдво мамонтів (мультфільм)
- 2018—2019 — Дитинство Шелдона
- 2019—2020 — Боб кохає Абішолу